# Boskednan
Boskednan – wieś w Anglii, w Kornwalii. Leży 5 km na północny zachód od miasta Penzance i 412 km na zachód od Londynu.